# Hotel Kazar
El Hotel Kazar es un edificio situado en la calle del Dos de Mayo número 117, en Onteniente (Valencia), España.

## Edificio
El edificio de tipo palaciego es un proyecto realizado en el año 1925 a instancias de la familia Mompó para su residencia particular. Es conocido también popularmente como Chalé Mompó. Su estilo arquitectónico es el neomudéjar enclavado dentro del modernismo valenciano tardío.
El edificio está inspirado en edificaciones de tipo señorial del norte de África y Oriente Medio. Consta de planta baja y dos alturas y de ático en la parte central. Está coronado en el cuerpo central por dos pequeños minaretes y por dos torres en ambos laterales. Sus estilizadas líneas neomudéjares confieren un aspecto singular al conjunto arquitectónico. Se encuentra rodeado de un pequeño jardín privado con dos fuentes.
En el año 1997 el edificio fue adquirido para ser sometido a una completa rehabilitación como establecimiento hotelero, recuperando de nuevo su antiguo esplendor.